# Marise Chamberlain
Marise Ann Millicent Chamberlain, novozeladska atletinja, * 5. december 1935, Christchurch, Nova Zelandija.
Nastopila je na poletnih olimpijskih igrah leta 1964, kjer je osvojila bronasto medaljo v teku na 800 m. Na igrah Skupnosti narodov je osvojila srebrno medaljo v teku na 880 jardov leta 1962. 16. februarja 1957 je s časom 57,0 s izenačila svetovni rekord v teku na 400 m.